# Motaain
Motaain is een dorp in het district Tasifeto Timur van het regentschap Belu op West-Timor, provincie Oost-Nusa Tenggara, Indonesië.

## Geografie
Het dorp Motaain ligt aan de grens van West-Timor met Oost-Timor, aan het einde van de West-Timor Hoofdweg (ID: Jalan Nasional Trans Timor) van Kupang tot daar. Zie ook bijgaand kaartje. Aan de andere kant van de grens ligt het dorp Batugade.

## Demografie
Het aantal inwoners van Motaain is 674 mensen. Opgave 2010.

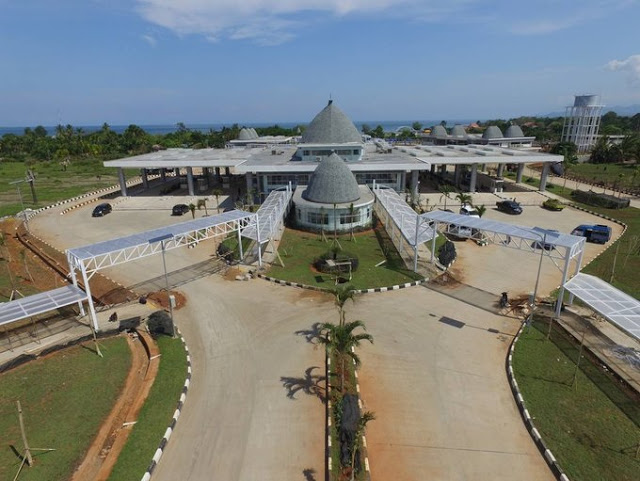
Motaain’s nieuwe grens-station.
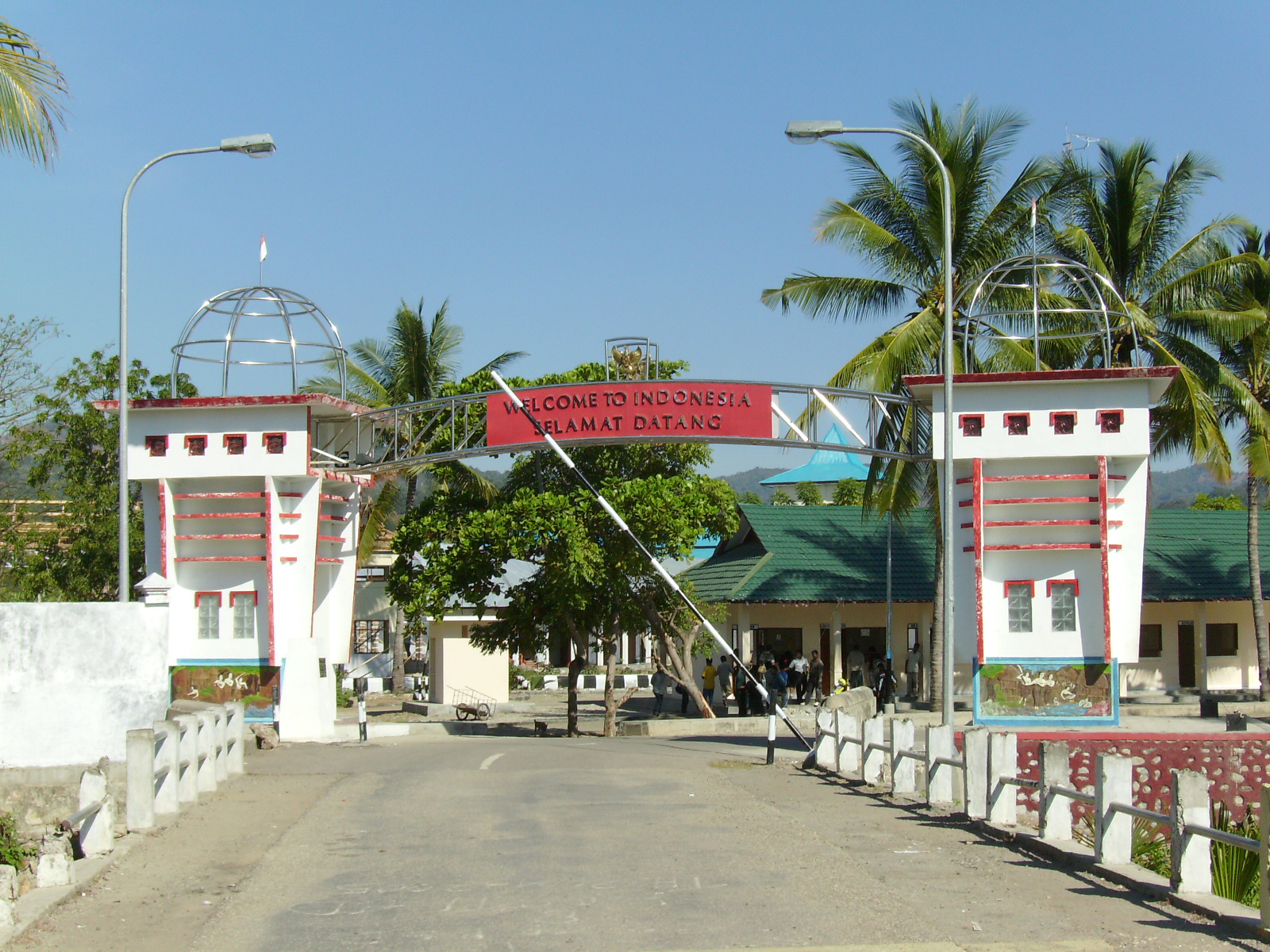
Grenspost tussen Motaain en Batugade (Oost-Timor).
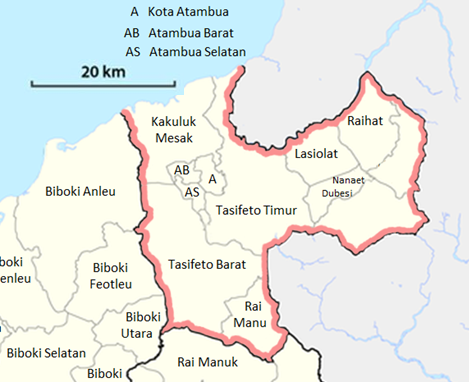
Regentschap Belu en zijn districten.